# 전자 테스트 장비

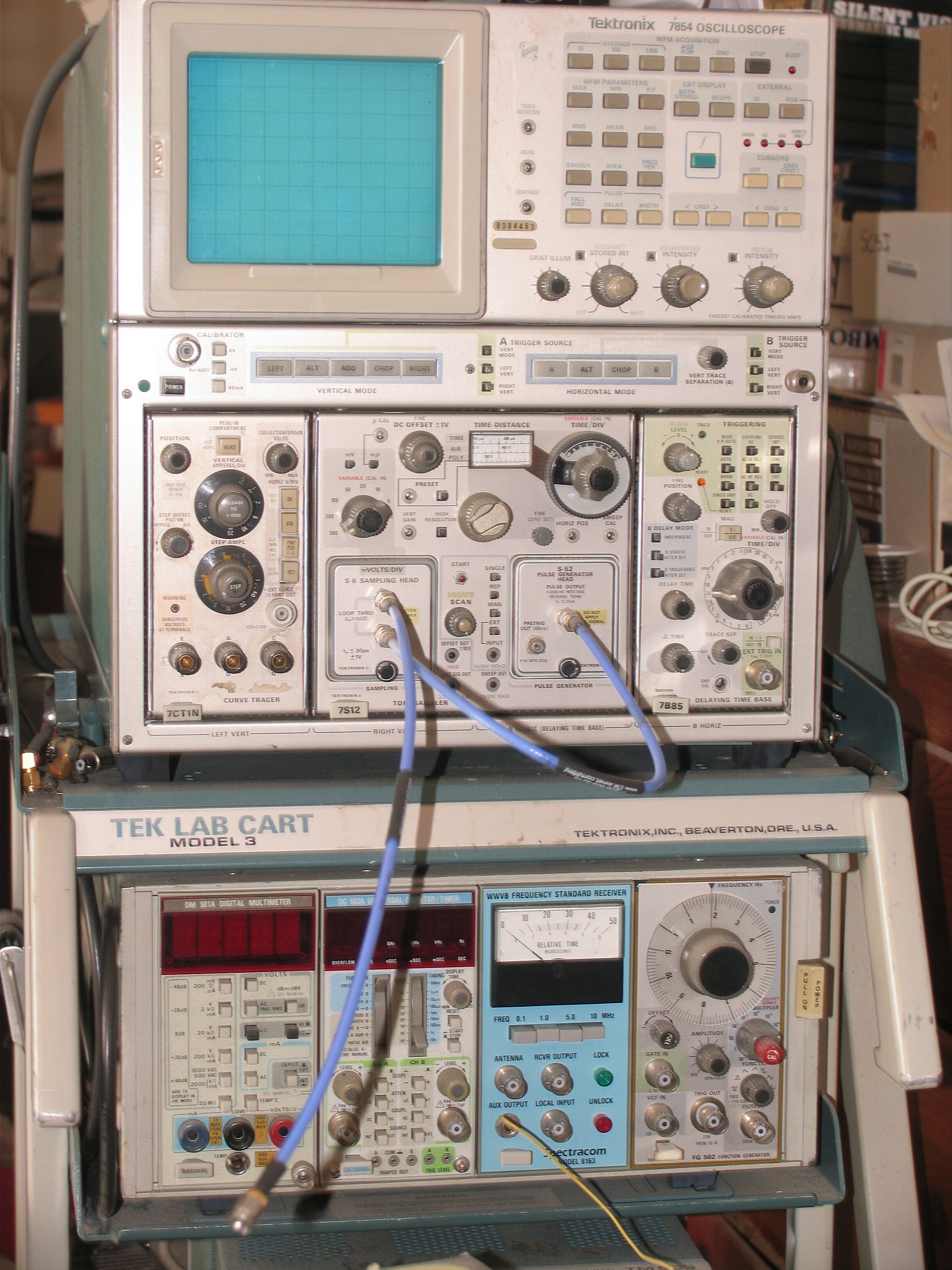
텍트로닉스 7854 오실로스코프와 곡선 추적기 및 시간 영역 반사 측정기 플러그인. 아래 모듈은 텍트로닉스 TM500 시리즈의 메인프레임이며 디지털 전압계, 디지털 카운터, 위상 비교기가 있는 구형 WWVB 주파수 표준 수신기, 함수 발생기를 갖추고 있다.

전자 테스트 장비(영어: Electronic test equipment)는 신호를 생성하고 피시험 장치 (DUT)로부터 응답을 캡처하는 데 사용된다. 이런 방식으로 DUT의 올바른 작동을 입증하거나 장치의 결함을 추적할 수 있다. 전자 테스트 장비의 사용은 전자 시스템에 대한 모든 진지한 작업에 필수적이다.
실용적인 일렉트로닉스 공학 및 조립에는 매우 간단하고 저렴한 것(예: 전구와 테스트 리드로만 구성된 테스트 라이트)부터 자동 테스트 장비 (ATE)와 같이 매우 복잡하고 정교한 것까지 다양한 종류의 전자 테스트 장비가 필요하다. ATE는 종종 이러한 많은 기기들을 실제 및 시뮬레이션 형태로 포함한다.
일반적으로 회로 및 시스템을 개발할 때는 생산 테스트를 수행하거나 현장에서 기존 생산 단위를 트러블슈팅할 때 필요한 것보다 더 고급 테스트 장비가 필요하다.

## 유형

### 기본 장비

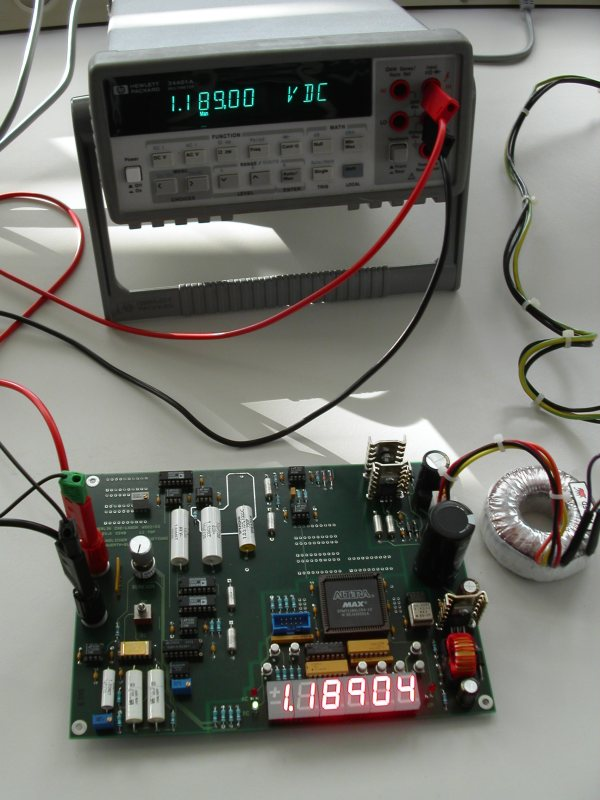
키사이트 상업용 디지털 전압계가 시제품을 확인하고 있다.

다음 항목들은 테스트 중인 회로 내의 전압, 전류 및 부품의 기본 측정을 위해 사용된다.
- 전압계 (전압 측정)
- 옴미터 (전기저항 측정)
- 전류계, 예: 검류계 또는 밀리암페어계 (전류 측정)
- 멀티미터, 예: VOM (Volt-Ohm-Milliammeter) 또는 DMM (Digital Multimeter) (위의 모든 것 측정)
- LCR 미터 - 유도계수(L), 전기 용량(C), 저항(R) 측정기 (LCR 값 측정)

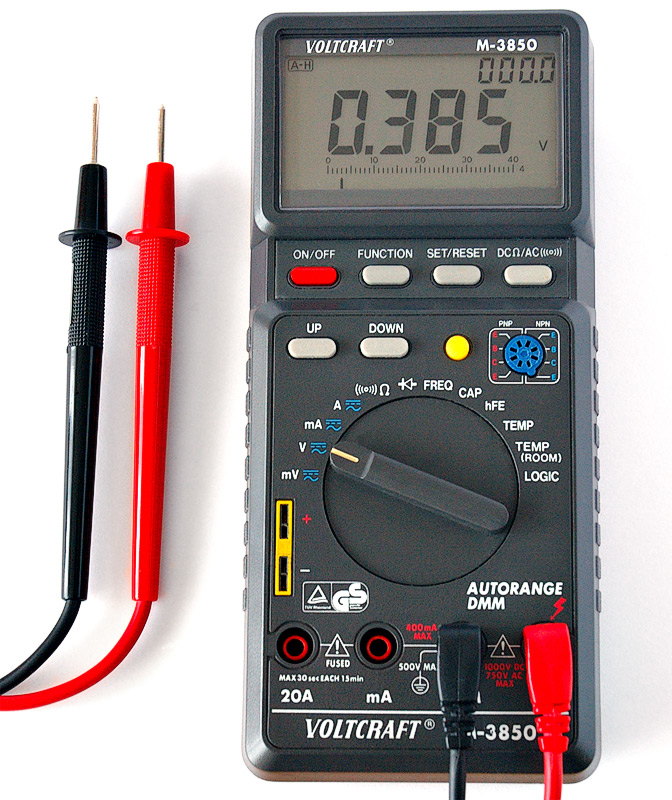
볼트크래프트 M-3850 휴대용 멀티미터

다음은 테스트 중인 회로의 자극에 사용된다.
- 전원 공급 장치
- 신호 발생기
- 디지털 패턴 발생기
- 펄스 발생기

다음은 테스트 중인 회로의 응답을 분석한다.
- 오실로스코프 (시간에 따라 변하는 전압을 표시)
- 진동수 카운터 (진동수 측정)

그리고 이 모든 것을 연결하는 것:
- 테스트 프로브

### 고급 또는 덜 일반적으로 사용되는 장비
미터
- 솔레노이드 전압계 (위기)
- 클램프 미터 (전류 변환기)
- 휘트스톤 브리지 (정밀하게 저항 측정)
- 전기 용량 미터 (전기 용량 측정)
- LCR 미터 (유도계수, 전기 용량, 저항 및 이들의 조합 측정)
- EMF 미터 (전기장 및 자기장 측정)
- 전위계 (때로는 미세한 전압까지 전하 효과를 통해 측정)

#### 프로브

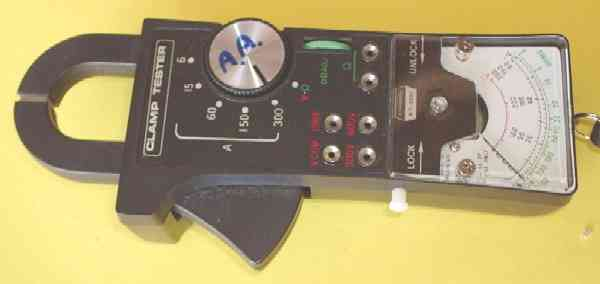
클램프 기능이 내장된 멀티미터. 하단의 큰 버튼을 누르면 클램프의 하단 턱이 열려 도체(전선) 주위에 클램프를 놓을 수 있다. 센서에 따라 일부는 AC 및 DC 전류를 모두 측정할 수 있다.

- RF 프로브
- 신호 추적기

#### 분석기
- 논리 분석기 (디지털 회로 테스트)
- 스펙트럼 애널라이저 (SA) (신호의 스펙트럼 에너지 측정)
- 프로토콜 분석기 (프로토콜의 기능, 성능 및 규정 준수 테스트)
- 벡터 신호 분석기 (VSA) (SA와 유사하지만 훨씬 더 많은 유용한 디지털 복조 기능을 수행할 수 있다.)
- 시간 영역 반사 측정기 (긴 케이블의 무결성 테스트)
- 반도체 곡선 추적기

#### 신호 생성 장치

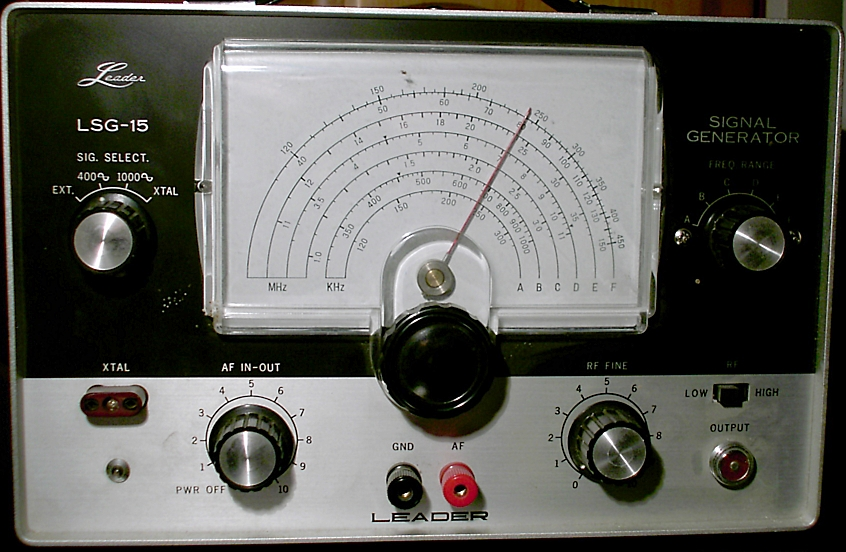
리더 인스트루먼츠 LSG-15 신호 발생기.

- 신호 발생기 일반적으로 주파수 범위(예: 오디오 또는 라디오 주파수) 또는 파형 유형(예: 사인, 사각, 톱니, 램프, 스윕, 변조 등)으로 구분된다.

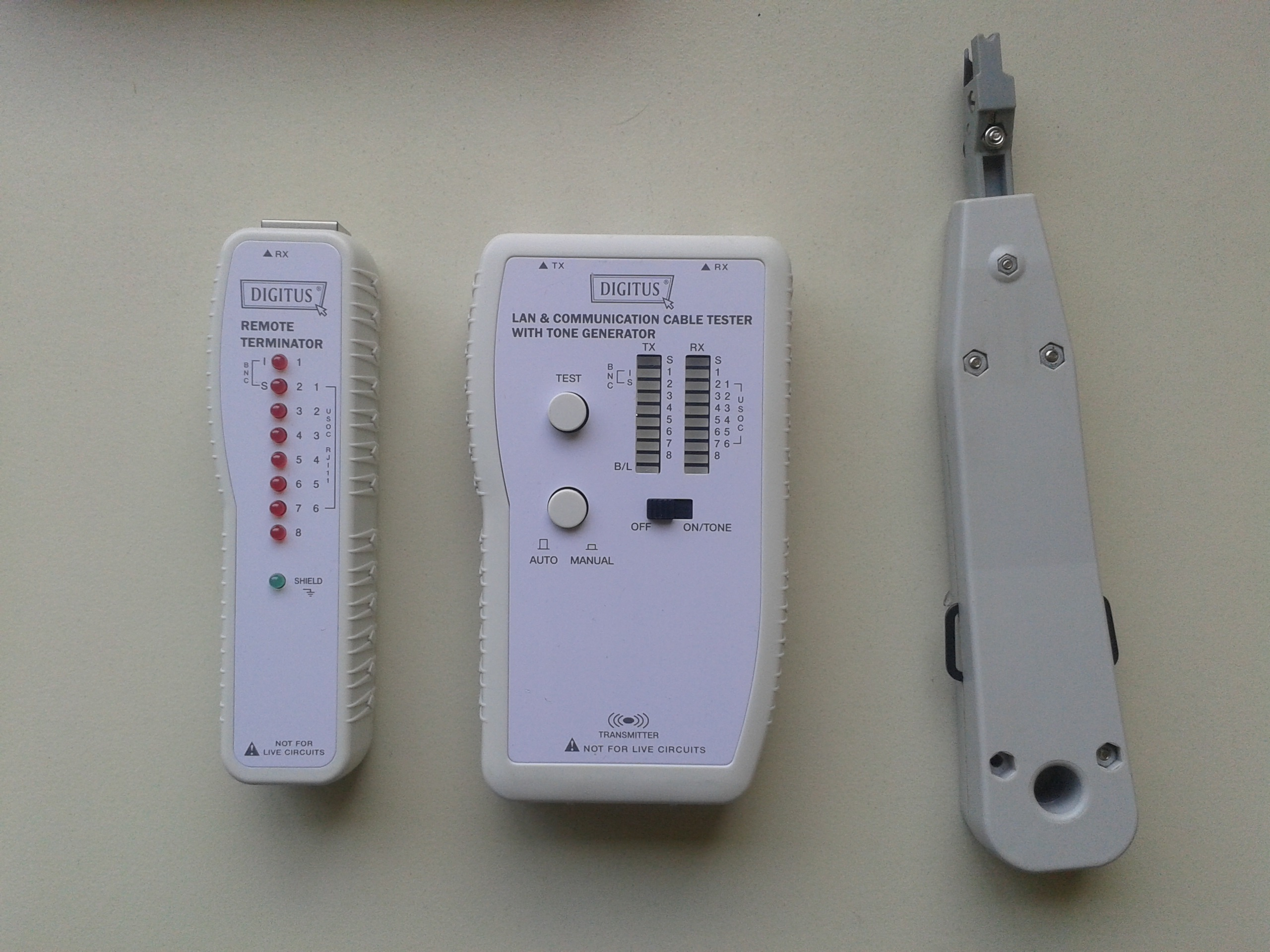
케이블 테스터

- 주파수 합성기
- 함수 발생기
- 디지털 패턴 발생기
- 펄스 발생기
- 신호 인젝터[1]

### 기타 장치
- 박스카 평균기
- 연속성 테스터
- 케이블 테스터
- 히팟 테스터
- 네트워크 분석기 (부품의 전기 네트워크 특성 파악에 사용)
- 테스트 라이트
- 트랜지스터 테스터
- 진공관 테스터
- 소스 측정 장치 (SMU), 전력을 공급하고 동시에 전압 또는 전류를 측정할 수 있는 테스트 도구.

## 플랫폼

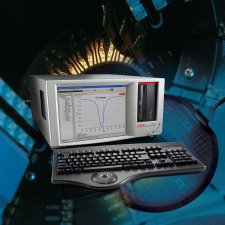
키슬리 인스트루먼츠 4200 CVU 시리즈

현재 자동화된 전자 테스트 및 측정 시스템을 구성하는 데 일반적으로 사용되는 여러 모듈식 전자 계측 플랫폼이 있다. 이러한 시스템은 전자 장치 및 서브어셈블리의 입고 검사, 품질 보증 및 생산 테스트에 널리 사용된다. 산업 표준 통신 인터페이스는 종종 외부 PC에서 실행되는 사용자 지정 소프트웨어 애플리케이션의 제어 하에 신호 소스를 "랙-앤-스택" 또는 섀시/메인프레임 기반 시스템의 측정 기기와 연결한다.

### GPIB/IEEE-488
범용 인터페이스 버스 (IEEE-488)는 센서 및 프로그래밍 가능한 기기를 컴퓨터에 연결하는 데 사용되는 IEEE-488 (전기 전자 기술자 협회에서 만든 표준) 표준 병렬 인터페이스이다. GPIB는 8비트 디지털 병렬 통신 인터페이스로, 8MB/s 이상의 데이터 전송이 가능하다. 24핀 커넥터를 사용하여 최대 14개의 기기를 시스템 컨트롤러에 데이지 체인 방식으로 연결할 수 있다. 이는 기기에 가장 일반적인 I/O 인터페이스 중 하나이며, 특히 기기 제어 애플리케이션을 위해 설계되었다. IEEE-488 사양은 이 버스를 표준화하고 전기적, 기계적, 기능적 사양은 물론 기본 소프트웨어 통신 규칙을 정의했다. GPIB는 기기 제어에 견고한 연결이 필요한 산업 환경의 애플리케이션에 가장 적합하다.
원래 GPIB 표준은 1960년대 후반 휴렛 팩커드에 의해 개발되어 회사에서 제조하는 프로그래밍 가능한 기기를 연결하고 제어하는 데 사용되었다. 디지털 컨트롤러와 프로그래밍 가능한 테스트 장비의 도입은 다양한 공급업체의 기기와 컨트롤러 간의 통신을 위한 표준 고속 인터페이스의 필요성을 야기했다. 1975년, IEEE는 ANSI/IEEE Standard 488-1975, IEEE Standard Digital Interface for Programmable Instrumentation을 발행했으며, 여기에는 인터페이스 시스템의 전기적, 기계적 및 기능적 사양이 포함되어 있었다. 이 표준은 이후 1978년 (IEEE-488.1)과 1990년 (IEEE-488.2)에 개정되었다. IEEE 488.2 사양에는 각 기기 클래스가 따라야 할 특정 명령을 정의하는 프로그래밍 가능 계측을 위한 표준 명령 (SCPI)이 포함되어 있다. SCPI는 이러한 기기 간의 호환성과 구성 가능성을 보장한다.
IEEE-488 버스는 사용하기 쉽고 다양한 프로그래밍 가능한 기기 및 자극을 활용할 수 있어 오랫동안 인기를 끌었다. 그러나 대규모 시스템에는 다음과 같은 제한 사항이 있다.
- 드라이버 팬아웃 용량은 시스템을 컨트롤러와 14개의 장치로 제한한다.
- 케이블 길이는 컨트롤러-장치 거리를 장치당 2미터 또는 총 20미터 중 더 짧은 것으로 제한한다. 이는 방에 분산된 시스템이나 원격 측정이 필요한 시스템에 전송 문제를 야기한다.
- 기본 주소는 시스템을 기본 주소를 가진 30개 장치로 제한한다. 현대 기기는 보조 주소를 거의 사용하지 않으므로 시스템 크기에 30개 장치 제한을 가한다.[2]

### 계측용 LAN 확장
LXI (LXI) 표준은 이더넷을 사용하는 계측 및 데이터 수집 시스템을 위한 통신 프로토콜을 정의한다. 이 시스템은 저비용, 개방형 표준 LAN (이더넷)을 사용하는 소형 모듈형 기기를 기반으로 한다. LXI 호환 기기는 카드 케이지 아키텍처의 비용 및 폼 팩터 제약 없이 모듈형 기기의 크기와 통합 이점을 제공한다. 이더넷 통신을 통해 LXI 표준은 유연한 패키징, 고속 I/O, 그리고 광범위한 상업, 산업, 항공우주 및 군사 애플리케이션에서 LAN 연결의 표준화된 사용을 허용한다. 모든 LXI 호환 기기에는 비LXI 기기와의 통신을 단순화하는 IVI (Interchangeable Virtual Instrument) 드라이버가 포함되어 있으므로 LXI 호환 장치는 LXI 호환이 아닌 장치 (즉, GPIB, VXI, PXI 등을 사용하는 기기)와 통신할 수 있다. 이는 기기의 하이브리드 구성 구축 및 작동을 단순화한다.
LXI 기기는 내장 테스트 스크립트 프로세서를 사용하여 테스트 및 측정 애플리케이션을 구성하기 위한 스크립팅을 사용하는 경우가 있다. 스크립트 기반 기기는 많은 애플리케이션에서 아키텍처 유연성, 향상된 성능 및 낮은 비용을 제공한다. 스크립팅은 LXI 기기의 이점을 향상시키고, LXI는 스크립팅을 가능하게 하고 향상시키는 기능을 제공한다. 현재 계측용 LXI 표준은 기기가 프로그래밍 가능하거나 스크립팅을 구현해야 한다고 요구하지는 않지만, LXI 사양의 여러 기능은 프로그래밍 가능한 기기를 예상하고 LXI 호환 기기에서 스크립팅의 기능을 향상시키는 유용한 기능을 제공한다.

### 계측용 VME 확장
VXI (VME eXtensions for Instrumentation)는 주로 자동 테스트 장비(ATE)에 사용되는 전기 및 기계 표준이다. VXI는 서로 다른 공급업체의 장비가 공통 제어 및 패키징 환경에서 함께 작동할 수 있도록 한다. VPX(일명 VITA 46)는 고속 커넥터를 사용하여 스위치 패브릭을 지원하는 VMEbus 기반의 ANSI 표준이다. VXI는 VMEbus 사양과 범용 인터페이스 버스(GPIB)의 기능을 결합하여 계측 애플리케이션의 요구 사항을 충족한다. VME, VPX 및 VXI 컨트롤러 및 프로세서에 대한 다른 기술도 사용 가능할 수 있다.
VME, VPX 및 VXI 버스 인터페이스 및 어댑터를 선택하려면 사용 가능한 기술에 대한 분석이 필요하다. 원래 VME 버스(VMEbus)는 견고성을 위해 에지 커넥터 대신 96핀 플러그를 제공하는 견고한 회로 기판인 유로카드(Eurocards)를 사용한다. VME64는 64비트 데이터 전송 및 어드레싱을 제공하는 VMEbus의 확장 버전이다. VME64 기능에는 비동기 데이터 전송, 16~40비트의 주소 지정 범위, 8~64비트의 데이터 경로 폭, 80 Mbit/s의 대역폭이 포함된다. VME64x(VME64 Extended)는 160핀 커넥터 제품군, 3.3V 전원 핀, 최대 160 Mbit/s의 대역폭, 인젝터/이젝터 잠금 핸들 및 핫 스왑 기능을 특징으로 하는 원래 VMEbus의 개선된 버전이다. VME160은 160 Mbit/s로 데이터를 전송한다. VME320은 320 Mbit/s의 속도로 데이터를 전송한다. VXI는 VMEbus 사양과 범용 인터페이스 버스(GPIB)의 기능을 결합하여 계측 애플리케이션의 요구 사항을 충족한다. VPX 애플리케이션용 VME, VPX 및 VXI 버스 인터페이스 및 어댑터도 사용할 수 있다.

### 계측용 PCI 확장
PCI eXtensions for Instrumentation, (PXI),는 데이터 수집 및 실시간 제어 시스템에 특화된 주변 버스이다. 1997년에 도입된 PXI는 CompactPCI 3U 및 6U 폼 팩터를 사용하며, 트리거 라인, 로컬 버스 및 측정 애플리케이션에 적합한 기타 기능을 추가한다. PXI 하드웨어 및 소프트웨어 사양은 PXI 시스템즈 얼라이언스에서 개발 및 유지 관리한다. 전 세계 50개 이상의 제조업체가 PXI 하드웨어를 생산한다.

### 범용 직렬 버스
USB는 키보드, 마우스 등 주변 장치를 PC에 연결한다. USB는 단일 포트에 최대 127개의 장치를 처리할 수 있는 플러그 앤 플레이 버스로, 이론적인 최대 처리량은 480 Mbit/s (USB 2.0 사양에 정의된 고속 USB)이다. USB 포트가 PC의 표준 기능이기 때문에, 이는 기존 직렬 포트 기술의 자연스러운 진화이다. 그러나 여러 가지 이유로 산업용 테스트 및 측정 시스템 구축에는 널리 사용되지 않는다(예: USB 케이블은 산업용 등급이 거의 없으며, 노이즈에 민감하고, 확실하게 부착되지 않아 쉽게 분리될 수 있으며, 컨트롤러와 장치 사이의 최대 거리가 몇 미터로 제한된다). 다른 일부 연결과 마찬가지로 USB는 주로 견고한 버스 연결이 필요하지 않은 실험실 환경의 애플리케이션에 사용된다.

### 테스트 스크립트 프로세서 및 채널 확장 버스
가장 최근에 개발된 테스트 시스템 플랫폼 중 하나는 온보드 테스트 스크립트 프로세서와 고속 버스를 장착한 계측기를 사용한다. 이 방식에서는 하나의 "마스터" 계측기가 고속 LAN 기반 트리거 동기화 및 유닛 간 통신 버스를 통해 연결된 테스트 시스템 내의 다양한 "슬레이브" 계측기의 작동을 제어하는 테스트 스크립트(작은 프로그램)를 실행한다. 스크립팅은 일련의 동작을 조정하기 위해 스크립팅 언어로 프로그램을 작성하는 것이다.
이 접근 방식은 테스트 및 측정 애플리케이션의 특징인 작은 메시지 전송에 최적화되어 있다. 네트워크 오버헤드가 거의 없고 100 Mbit/s의 데이터 전송 속도를 갖추고 있어 실제 애플리케이션에서 GPIB 및 100BaseT 이더넷보다 훨씬 빠르다.
이 플랫폼의 장점은 연결된 모든 기기가 하나의 긴밀하게 통합된 다채널 시스템처럼 작동하므로 사용자가 필요한 채널 수에 맞게 테스트 시스템을 비용 효율적으로 확장할 수 있다는 것이다. 이 유형의 플랫폼에서 구성된 시스템은 소싱, 측정, 합격/불합격 결정, 테스트 시퀀스 흐름 제어, 분류 및 구성 요소 핸들러 또는 프로버를 제어하는 마스터 장치와 함께 완전한 측정 및 자동화 솔루션으로 독립적으로 작동할 수 있다. 전용 트리거 라인 지원은 이 고속 버스로 연결된 온보드 테스트 스크립트 프로세서를 장착한 여러 기기 간의 동기화된 작업을 추가 트리거 연결 없이 달성할 수 있음을 의미한다.

## 테스트 장비 전환
테스트 시스템 구성에 고속 스위칭 시스템을 추가하면 여러 장치를 더 빠르고 비용 효율적으로 테스트할 수 있으며, 테스트 오류와 비용을 모두 줄이도록 설계되었다. 테스트 시스템의 스위칭 구성을 설계하려면 전환될 신호와 수행될 테스트, 그리고 사용 가능한 스위칭 하드웨어 폼 팩터에 대한 이해가 필요하다.

## 같이 보기
- 전기 및 전자 측정 장비 목록
- 부하 풀링, 피시험 장치에 인가되는 임피던스를 체계적으로 변화시키는 과정을 일컫는 구어체 용어